# Quino Colom
Joaquim „Quino” Colom Barrufet, znany jako  Joaquim „Quim” Colom (ur. 1 listopada 1988 w Andora) – andorski koszykarz, występujący w na pozycji rozgrywającego,  posiadający także hiszpańskie obywatelstwo, reprezentant tego kraju,  mistrz świata z 2019, obecnie zawodnik Walencji Basket.

## Osiągnięcia
Stan na 21 grudnia 2019, na podstawie, o ile nie zaznaczono inaczej.

### Drużynowe
- Wicemistrz Rosji/VTB (2016)
- 3. miejsce w II lidze hiszpańskiej LEB Oro (2007)
- 4. miejsce w VTB (2018)

### Indywidualne
- Najlepszy rezerwowy VTB (2016)
- MVP:
  - miesiąca VTB (październik 2017)
  - kolejki:
    - Eurocup (9, 1-2 TOP 32 – 2015/2016)
    - Ligi Endesa (15 – 2014/2015)
- Zaliczony do I składu Eurocup (2018)
- Uczestnik meczu gwiazd ligi:
  - VTB (2018)
  - tureckiej (2019)
- Lider w asystach:
  - Eurocup (7,61 – 2016)
  - VTB (7,9 – 2017)

### Reprezentacja

#### Seniorów
- Mistrz świata (2019)
- Uczestnik europejskich kwalifikacji do mistrzostw świata (2017 – 4. miejsce)

#### Młodzieżowe
- Mistrz Promotion Cup U–16 (2004)
- Brązowy medalista mistrzostw Europy:
  - U–20 (2008)
  - U–18 (2006)
- Uczestnik mistrzostw świata U–19 (2007 – 8. miejsce)
- Zaliczony do I składu mistrzostw Europy U–20 (2008)
- Lider Eurobasketu U–20 w asystach (2008)